# 21 Cineplex
21 Cineplex (PT Nusantara Sejahtera Raya) – indonezyjska sieć kin. Została założona w 1987 roku.
Przedsiębiorstwo jest największym operatorem kin w Indonezji. Według oficjalnych danych dysponuje 134 kinami zlokalizowanymi w różnych regionach kraju, mającymi łącznie 667 ekranów.